# Dohren (Emsland)
Pour l’article homonyme, voir Dohren (Harburg).
Dohren est une commune allemande de l'arrondissement du Pays de l'Ems, Land de Basse-Saxe.

## Géographie
La commune est la fusion en 1963 de deux communes, Groß- et Klein-Dohren.
Dohren se situe sur un drumlin, le Hümmling, au bord de la Hase.
| Haselünne | Herzlake | Menslage |
| Haselünne | Dohren   | Berge    |
| Lengerich | Wettrup  | Bippen   |

## Histoire
Groß- et Klein-Dohren sont mentionnés pour la première fois au XIVe siècle. Ils ont probablement été créés entre le XIe et le XIIIe siècle.
Dans le deuxième tiers du XIXe siècle, la pression démographique conduit à une émigration massive d'environ un tiers de la population, en particulier dans le sud des États-Unis. Entre 1850 et 1860, une redistribution des terres a lieu entre les ouvriers des grands domaines agricoles qui deviennent de petits paysans.
Dans les années 1920, l'arrivée des engrais chimiques, un meilleur drainage avec la création d'une société des eaux donnent de meilleures récoltes. Lors des deux Guerres mondiales, les habitants mobilisés meurent en minorité. Dans les années 1950, l'activité économique non-agricole se développe. Dans le même temps, les petites exploitations disparaissent, des réfugiés de guerre s'installent. Aujourd'hui, environ 90 % des habitants font la navette avec les villes de Haselünne, Herzlake et Fürstenau.

## Source, notes et références
- (de) Cet article est partiellement ou en totalité issu de l’article de Wikipédia en allemand intitulé « Dohren (Emsland) » (voir la liste des auteurs).